# Window-Eyes
Window-Eyes – czytnik ekranowy, ang. screen reader dla systemu operacyjnego Microsoft Windows firmy GW Micro Inc.

## Historia
Window-Eyes został stworzony przez amerykańską firmę GW Micro Inc. mającą siedzibę w Fort Wayne. Był on następcą programu Vocal-Eyes, czytnika ekranowego tej samej firmy dla systemu operacyjnego DOS. Pierwsza wersja Window-Eyes została wydana w październiku 1995 roku, a ostatnia (9.5.4) w styczniu 2017 roku. 
W maju 2017 roku GW Micro poinformowało o zakończeniu sprzedaży programu na terenie Stanów Zjednoczonych i Kanady, zapewniając jednak dalsze wsparcie jego aktualnym użytkownikom. Firma zasugerowała też swoim klientom zmianę czytnika ekranowego na program JAWS.

## Skrypty
W wersji 7.0 Window-Eyes wprowadzono obsługę skryptów tworzonych w językach VBSript i JScript. Pozwalało to programistom tworzyć własne rozszerzenia zapewniające współpracę Window-Eyes z różnymi aplikacjami. Powstały m.in. skrypty do obsługi takich programów jak Microsoft Visual Studio, Total Commander, Skype czy Gadu Gadu.

## Syntezatory
Program Window-Eyes maiał wbudowane m.in. polski syntezator mowy Agata oraz Angielski Anna. Możliwe było także dokupienie i korzystanie z dowolnego innego syntezatora SAPI. Window-Eyes obsługiwał także sprzętowe syntezatory mowy, takie jak SMP czy Kajetek.